# ماتيو مارتينس
ماتيو مارتينس (27 مارس 1995 ببلجيكا - ) هو لاعب كرة قدم بلجيكي في مركز الوسط. لعب مع سيركل بروج.

## روابط خارجية
- ماتيو مارتينس على موقع قاعدة بيانات كرة القدم.إي يو (الإنجليزية)
- ماتيو مارتينس على موقع Soccerway.com (الإنجليزية)
- ماتيو مارتينس على موقع عالم كرة القدم.نت (الإنجليزية)